# Webera subglobosa
Webera subglobosa là một loài Rêu trong họ Bryaceae. Loài này được (Schimp. ex Besch.) Broth. miêu tả khoa học đầu tiên năm 1924.